# بروس بابیت
بروس بابیت (انگلیسی: Bruce Babbitt؛ زادهٔ ۲۷ ژوئن ۱۹۳۸) سیاست‌مدار اهل ایالات متحده آمریکا است.